# 외로운 사람들
외로운 사람들은 한국에서 제작된 박충현 감독의 1959년 영화이다. 한림 등이 주연으로 출연하였고 곽순희 등이 제작에 참여하였다.

## 출연

### 주연
- 한림
- 고미애
- 오정환

## 제작진
- 녹음: 최칠복